# Chamaeleo cristatus
Chamaeleo cristatus är en ödleart som beskrevs av  Samuel Stutchbury 1837. Chamaeleo cristatus ingår i släktet Chamaeleo och familjen kameleonter. Inga underarter finns listade i Catalogue of Life.